# Eriococcus turanicus
Eriococcus turanicus är en insektsart som först beskrevs av Matesova 1967.  Eriococcus turanicus ingår i släktet Eriococcus och familjen filtsköldlöss.
Artens utbredningsområde är Kazakstan. Inga underarter finns listade i Catalogue of Life.